# Felda (Werra)
La Felda est une rivière allemande d'une longueur de 42,2 km qui coule dans le land de Thuringe. Elle est un affluent de la Werra et donc un sous-affluent du fleuve la Weser.